# Monday Morning Apocalypse
Monday Morning Apocalypse är det sjätte studioalbumet av det svenska progressiva metal-bandet Evergrey. Albumet utgavs 2006 av det tyska skivbolaget InsideOut Music.

## Låtlista
1. "Monday Morning Apocalypse" – 3:11
2. "Unspeakable" – 3:55
3. "Lost" – 3:14
4. "Obedience" – 4:14
5. "The Curtain Fall" – 3:09
6. "In Remembrance" – 3:34
7. "At Loss for Words" – 4:14
8. "Till Dagmar" (instrumental) – 1:40
9. "Still in the Water" – 5:18
10. "The Dark I Walk You Through" – 4:20
11. "I Should" – 4:52
12. "Closure" (bonusspår) – 3:09

Text: Tom S. Englund (spår 1–5, 7–12), Rikard Zander (spår 6)
Musik: Tom S. Englund (spår 1–7, 10, 11), Henrik Danhage (spår 1, 3, 4, 9, 10), Rikard Zander (spår 6, 8), Jonas Ekdahl (spår 4, 12)

## Medverkande
Musiker (Evergrey-medlemmar)
- Tom S. Englund – gitarr, sång
- Rikard Zander – keyboard
- Michael Håkansson – basgitarr
- Henrik Danhage	– gitarr
- Jonas Ekdahl – trummor

Bidragande musiker
- Carina Englund – sång

Produktion
- Sanken Sandqvist – producent, ljudtekniker
- Jonas Ekdahl, Staffan Celmins, Tom S. Englund, Arnold Lindberg – ljudtekniker
- Stefan Glaumann – ljudmix
- Svante Forsbäck – mastering
- Mattias Norén – omslagskonst